# Freelancer
Freelance được hiểu theo nghĩa là làm việc tự do. Những cá nhân hoạt động trong lĩnh vực này thì được gọi bằng danh từ freelancer (người làm tự do), để chỉ những người làm việc theo cung cách tự quản, không bị giới hạn về quy củ, môi trường, địa điểm và thời gian làm việc.
Trái ngược với các nhân viên truyền thống, doanh nghiệp khi thuê freelancer không phải trả trực tiếp cho freelancer bất kỳ chi phí như: thuế thu nhập, bảo hiểm y tế, bảo hiểm xã hội hoặc trợ cấp thất nghiệp. Tất cả các khoản chi đó đều thuộc trách nhiệm của freelancer.
Các freelancer thường tìm kiếm việc làm thông qua các mối quan hệ hoặc thông qua các sàn giao dịch việc làm freelance.